# Cystoderma niveum
Cystoderma niveum är en svampart som beskrevs av Harmaja 1985. Cystoderma niveum ingår i släktet Cystoderma och familjen Agaricaceae.   Inga underarter finns listade i Catalogue of Life.